# Hans-Peter Meier-Dallach
Hans-Peter Meier-Dallach (* 18. Oktober 1944 in Quarten, Schweiz) ist ein Schweizer Kultursoziologe. Er ist Gründer des Instituts cultur prospectiv und von World Drives Association, einem internationalen Netzwerk und ist Stiftungsrat der World Society Foundation in Zürich / Berlin.

## Leben
Nach seinem Studium der Soziologie bei Peter Heintz an der Universität Zürich hat Hans-Peter Meier-Dallach in den 1980er Jahren das Verbundprojekt “Das Kulturverhalten der Bevölkerung, Gegensätze, Vielfalt und Gemeinsamkeiten” geleitet (Mikrozensus BfS 88 und Nationalfonds NFP21). Er hat zahlreiche Forschungsprojekte im Bereich Regionen, Stadt, Kultur mit dem Blick auf weltgesellschaftliche Prozesse und zusammen mit internationalen Projektpartnerschaften durchgeführt, verschiedene Publikationen verfasst, so die isola elvetica. Das Bild Schweiz im Zeitalter der Globalisierung (ch-x). Er vermittelt als Kurator thematischer, internationaler Ausstellungen zwischen Wissenschaft und Öffentlichkeit, so z. B. “900 Jahre Zukunft”, Landesausstellung Vorarlberg 1999, “Territoire imaginaire”, expo 02, Biel, Weltflechtwerk – Die Einheit der Gegensätze, Berlin, Calw, Bozen 2002, „Weltgesellschaft in Zürich“, 2007, “Der nicht mehr gebrauchte Stall”, Wanderausstellung an 10 internationalen Standorten (2009–2013), die „er-hörte Stadt“, Wien, Stuttgart, Zürich 2014. 
Er gehört zu den Gründern der Kultursoziologie in der Schweiz in Zusammenarbeit mit der Deutschen Gesellschaft für Kultursoziologie. Er wirkte am Forschungskonzept für die IB-Hochschule und an deren institutioneller Akkreditierung in Berlin mit und hat dort das Modul “Raum-Kultur-Kommunikation” aufgebaut.

## Schriften (Auswahl)
- Ideologie und politisches Verhalten. Juris, Zürich 1974, ISBN 3-260-03838-8.
- mit Tony Ettlin: SeitenWechsel. Lernen in anderen Arbeitswelten. Orell Füssli Verlag, Zürich 2003, ISBN 978-3-2800-5037-8.
- mit Susanne Hohermuth und Therese Walter: Isola elvetica. Das Bild Schweiz im Zeitalter der Globalisierung. Rüegger, Zürich; Chur 2003, ISBN 3-7253-0751-2.
- Weltgesellschaft. Augenschein, Figuren, Spiele. LIT-Verlag, Berlin u. a. 2007, ISBN 978-3-8258-0924-9.